# 호현동 (안양시)
호현동(虎峴洞)은 경기도 안양시 만안구의 행정동이다.
경기도 광명시 일직동과 접하고 있으며, 광명역에서도 멀지 않다.

## 개요
호현동은 안산, 시흥, 광명으로 가는 관문으로 안양시 경계진입 지역이다. 이곳에는 다수의 아파트 지역과 농촌마을, 공장지역으로 구성된 도농 복합지역으로, 면적의 대부분이 그린벨트와 군사보호구역으로 형성된 개발제한구역이다.

## 연혁
- 조선전기 : 금천현 현내면 박달리
- 1795년 정조 : 시흥현 현내면 박달리
- 1895년 고종 : 시흥군 군내면 박달리
- 1914년 3월 1일 : 시흥군 서면 박달리
- 1963년 1월 1일 : 시흥군 안양읍 박달리(안양읍에 편입)
- 1973년 7월 1일 : 안양시 박달동(市 승격)
- 1989년 5월 1일 : 안양시 만안구출장소 박달동(출장소 설치)
- 1992년 10월 1일 : 안양시 만안구 박달동(區 승격)
- 1994년 7월 1일 : 박달동에서 박달1, 2동으로 분동됨.[1]
- 2025년 7월 1일 : 박달2동에서 호현동으로 변경

## 교통
- 서해안고속도로

## 주요 아파트
| 단지명            | 건설사   | 시행사                | 주소 | 입주       | 비고 |
| ----------------- | -------- | --------------------- | ---- | ---------- | ---- |
| 박달한숲타운 대림 | 대림산업 | 한숲타운 연합주택조합 |      | 2001년 8월 |      |

## 교육 기관
- 안양고등학교